# Blue Horizon Records
Blue Horizon Records war ein britisches Blueslabel, das Mitte der 1960er-Jahre von Mike Vernon und Neil Slaven gegründet wurde.
Es war das bedeutendste Label der britischen Bluesszene und veröffentlichte neben englischen Künstlern auch Alben von amerikanischen Blueskünstlern. Ein Lizenz- und Vertriebsvertrag mit CBS wurde abgeschlossen und einige Alben amerikanischer Künstler wurden auf Lizenzbasis herausgegeben, aber Mike Vernon produzierte auch viele eigene Aufnahmen. Um 1971 stellte das Label die Produktion ein, seine Veröffentlichungen sind heute rare Sammlerstücke. Ab und zu kam es zu Wiederveröffentlichungen auf Sire Records und Line Records, doch erst in den 2000ern remasterte Mike Vernon die Aufnahmen und machte sie so Bluesenthusiasten wieder zugänglich.

## Künstler
- Doctor Ross
- Fleetwood Mac
- Aynsley Dunbar
- Otis Spann
- Champion Jack Dupree
- Peter Green
- Rory Gallagher
- Paul Kossoff
- Stan Webb
- Pete Wingfield
- Duster Bennett
- Gordon Smith